# قرطاسية بريدية

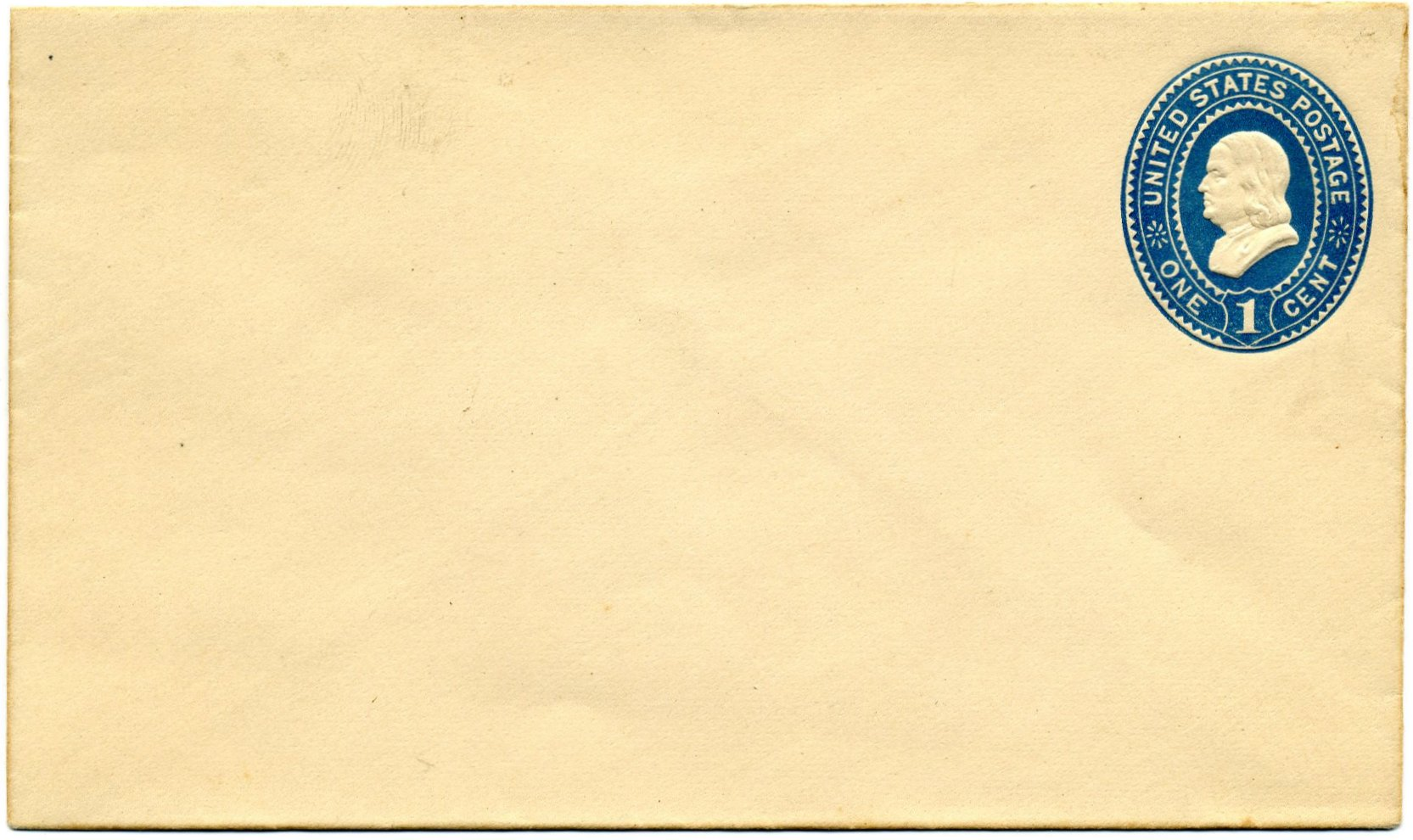
مظروف مختوم من الولايات المتحدة عام 1876

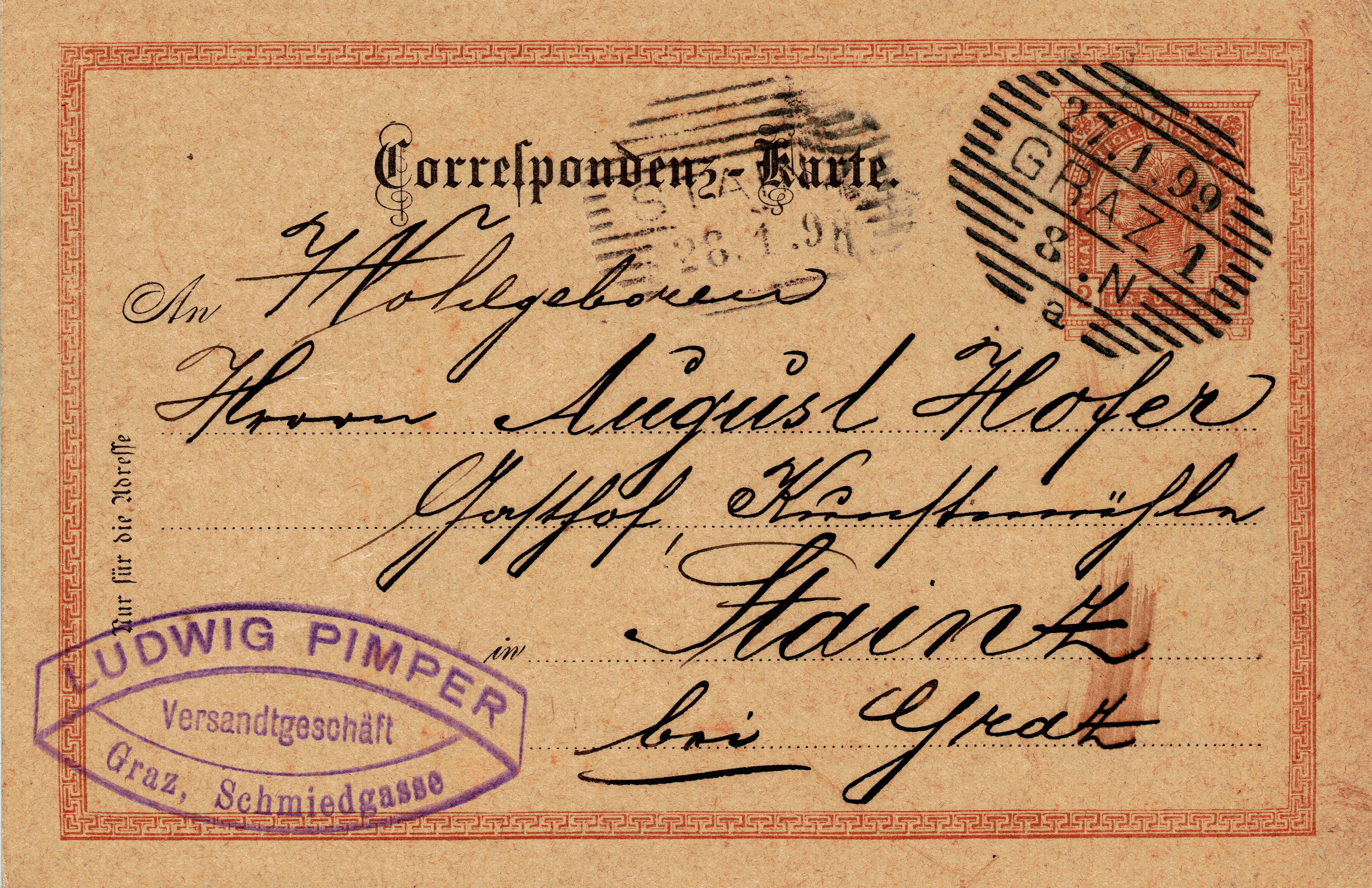
مظروف مختوم من عام 1899

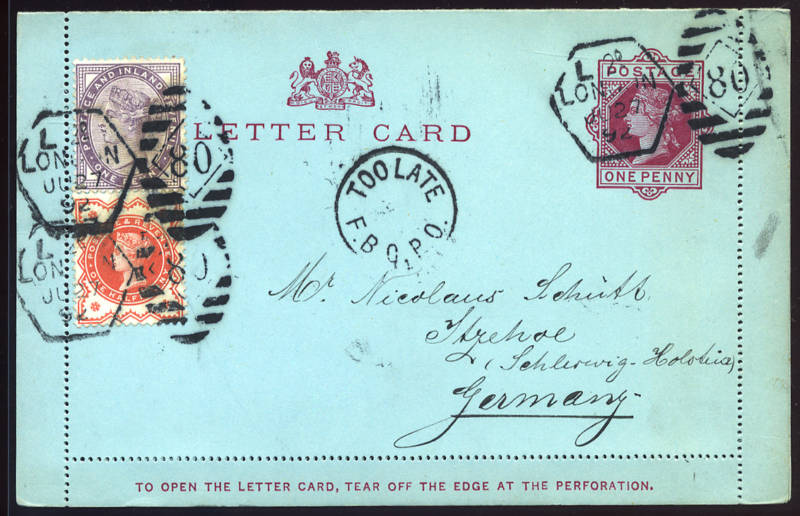
بطاقة الرسائل ارسلت مع طابع بريدي مطبوع في عام 1892

القرطاسية البريدية، هي عنصر قرطاسية، مثل مظروف مختوم أو ورقة بريدية أو بطاقة بريدية أو بطاقة الرسائل أو رسالة جوية مظروفة أو غلاف مع طابع مطبوع أو نقش يشير إلى أن الثمن مقبوض سلفا لسعر محدد للبريد أو الخدمة ذات الصلة مسبقًا. ومع ذلك، فهي لا تتضمن أي بطاقة بريدية بدون ختم مطبوع مسبقًا، وهي تختلف عن البريد المجاني للبطاقات المطبوعة مسبقًا الصادرة عن الشركات. بشكل عام، يجري التعامل مع القرطاسية البريدية بشكل مشابه للطوابع البريدية؛ وتباع من مكاتب البريد إما بالقيمة الأسمية للبريد المطبوع أو على الأرجح، برسوم إضافية لتغطية التكلفة الإضافية للقرطاسية، ويمكن أن يكون عنصر القرطاسية بشكل إصدار بريد رسمي يطبع وينتج فقط لاستخدام الدوائر الحكومية.

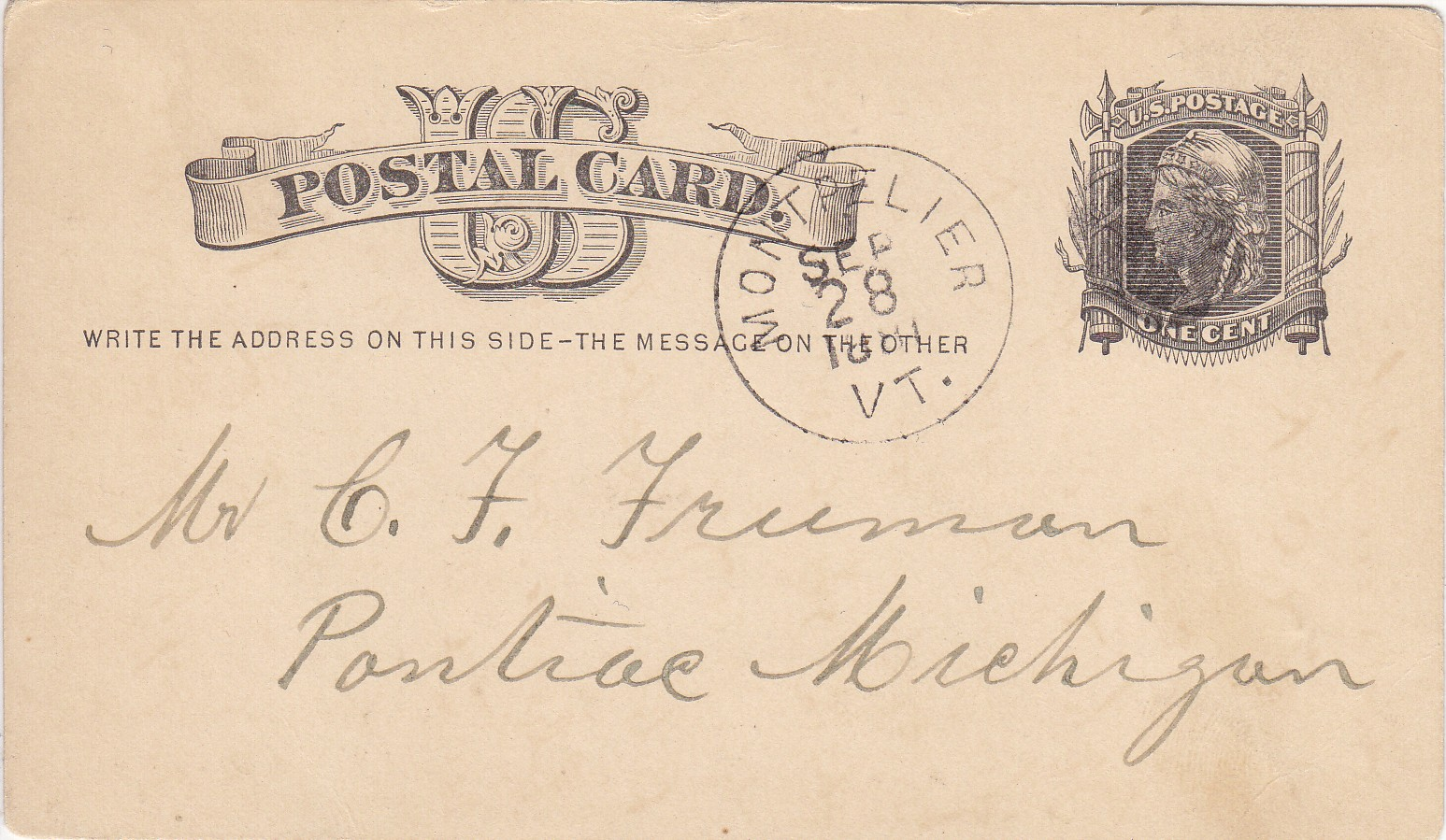
بطاقة بريدية استعملت في الولايات المتحدة عام 1881

## التاريخ

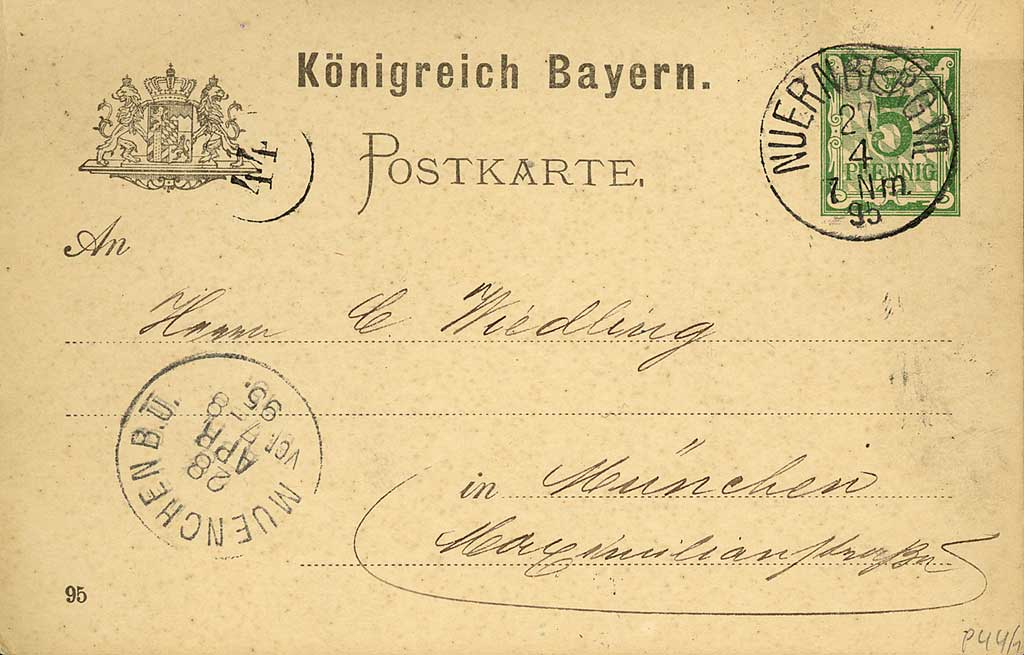
بطاقة بريدية بافارية تعود لعام 1895، وعليها طابع مطبوع.

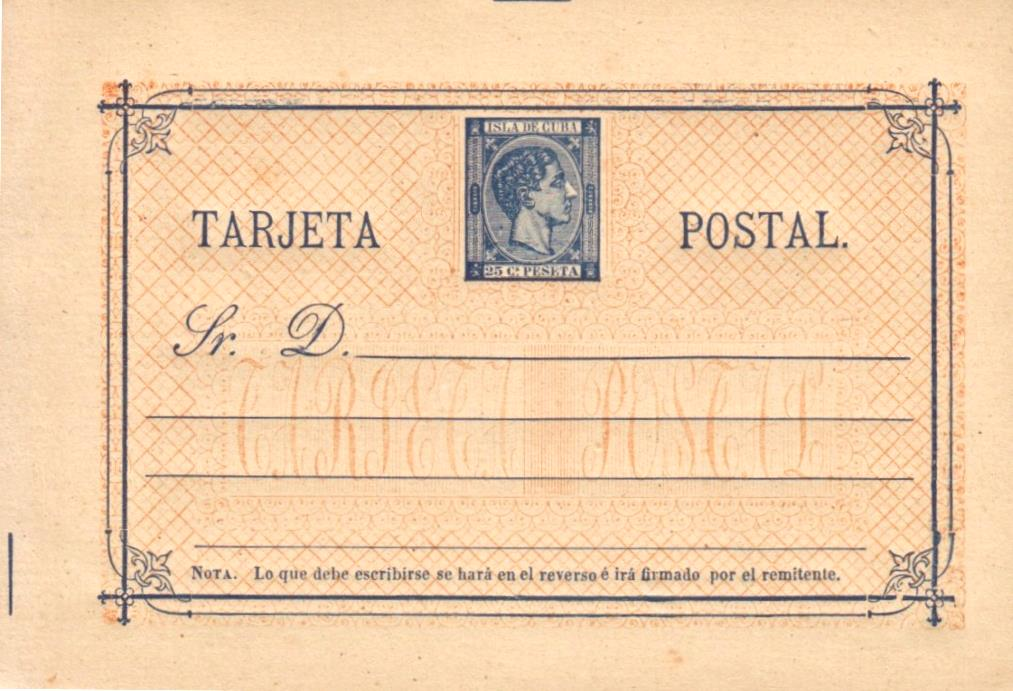
بطاقة بريدية كوبية من عام 1878، تصور الملك ألفونسو الثاني عشر ملك إسبانيا وهو شاب.

استعملت القرطاسية البريدية منذ عام 1608، وعلى الأقل بأحرف مطوية تحمل شعار النبالة في البندقية. وتشمل الأمثلة المبكرة الأخرى طوابع الصحف البريطانية التي صدرت لأول مرة في عام 1712، وبطائق الرسائل مقاس 25 سنتًا التي أصدرتها حكومة لوكسمبورغ في عام 1790، والقرطاسية البريدية الأسترالية التي سبقت الإصدارات الأكثر شهرة مثل القرطاسية البريطانية مولريدي التي طبعت ونشرت في عام 1840.
كان أول شكل حديث من القرطاسية البريدية هو المظروف المختوم أو صحف وبطائق البريد التي أنشأتها المملكة المتحدة حوالي عام 1841. وسرعان ما حذت بلدان أخرى حذوها، بما في ذلك الولايات المتحدة، التي أصدرت سلسلة نيسبيت من المظاريف المختومة في عام 1853. واستعمل شكل مختلف من الظرف المختوم، وهو الظرف المسجل، على نطاق واسع في جميع أنحاء بريطانيا العظمى والكومنولث البريطاني.
على الرغم من عدم إصدار أي منها في الولايات المتحدة بسبب الاختلافات في إجراءات التسجيل عبر البريد. هناك شكل آخر من الأظرف المختومة يُطلق عليه اسم الأغلفة، وهو شكل من أشكال مظاريف القرطاسية البريدية التي يمكن استخدامها للدفع المسبق لتكلفة تسليم صحيفة أو دورية. طبعت ونشرت الأغلفة لأول مرة في عام 1961 من قبل الولايات المتحدة، ثم تبعتها 110 دولة أخرى في المجموع. على الرغم من أن جميع الدول توقفت عن الإنتاج حينها بسبب انخفاض المبيعات. وكانت قبرص آخر دولة توقفت عن استخدامها في عام 1991.
حصل الابتكار التالي في القرطاسية البريدية في عام 1869 مع إدخال البطاقة البريدية في النمسا-المجر. البطاقات البريدية هي نوع من البطاقات التي تحتوي على ختم مطبوع أو إشارة. لقد اكتسبت هذهِ البطاقات شهرة كبيرة نظرًا لكونها في الغالب موحدة وأقل حجمًا من الحروف التقليدية. لدرجة أن بريطانيا العظمى وفنلندا وسويسرا وفورتمبيرغ أصدرت جميعها بطاقات بريدية بحلول عام 1871. وتبعتها الولايات المتحدة في عام 1873.
على الرغم من شعبية البطاقة البريدية سرعان ما تبعتها بطاقة الرسائل. إن بطاقة الرسالة عبارة عن عنصر قرطاسية بريدية يتكون من بطاقة مطوية مع طابع مطبوع مدفوع مسبقًا. لقد صدر التنسيق لأول مرة من قبل بلجيكا في عام 1882. وأصدرت بريطانيا العظمى أول بطاقات بريدية رسمية لها في عام 1892، وأصدرت نيوفاوندلاند بطاقات الرد الصغيرة بدءًا من عام 1912. وتمتاز بطاقات الرسائل بأنها توفر مساحة مضاعفة لكتابة الرسالة ثم إن البطاقات البريدية كانت أكثر شعبية خاصة بسبب طيها.
لقد صدرت نسخة مختلفة من بطاقة الرسالة تسمى الأيروجرام (رسالة جوية مظروفة)، حيث انتج النموذج في عام 1933 من قبل اللفتنانت كولونيل ر. إ. إيفانز وهذا النموذج صدر باسم الرسالة الجوية المظروفة لأول مرة في العراق، أثناء قيامهِ بجولة في القيادة بعد وصوله إلى مسرح الأحداث في الشرق الأوسط. وكان المفتش العام للبريد والتلغراف آنذاك، الرائد دوغلاس ويليام جمبلي من سلاح المهندسين الملكي، قد أدخلها في الخدمة البريدية العراقية في عام 1933. لقد كان النموذج الأصلي، على ورق رقيق بحجم 124 مم × 99 مم، ذو لون رمادي، بإطار أزرق اللون مع نقش التسمية على الواجهة. وكان عليها صورة طابع لفيصل الأول ملك العراق وطبعها برادبري ويلكنسون. واستُخدمت الرسالة الجوية أولاً في العراق ثم في فلسطين تحت الانتداب البريطاني حيث كان دوغلاس غمبلي مسؤولاً عن الشؤون البريدية في أواخر عقد الثلاثينيات. على الرغم من أن التنسيق لم يعتمد رسميًا من قبل الاتحاد البريدي العالمي حتى عام 1952. إلا أن الرسالة الجوية المظروفة هي عبارة عن قطعة رقيقة وخفيفة الوزن من الورق قابلة للطي تُستخدم لكتابة الرسائل وإرسالها عبر البريد الجوي. على الرغم من أنها، على عكس بطاقات الرسائل، يمكن أن تكون غير مختومة وتصدرها شركات خاصة.

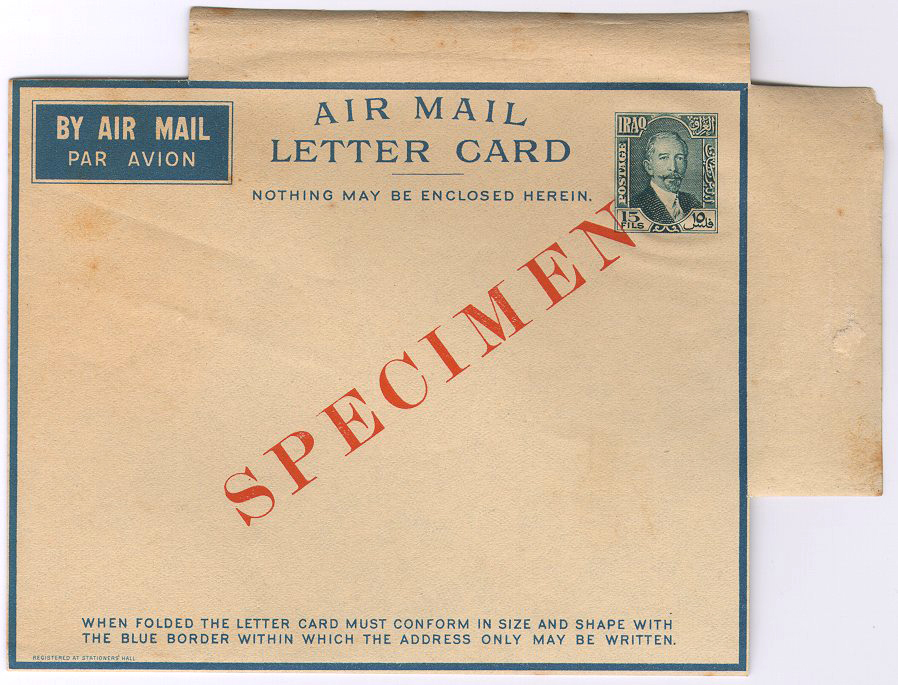
أول نموذج للرسالة الجوية المظروفة طبع في العراق عام 1933 وكان عليها صورة طابع لملك العراق فيصل الأول وطبعها برادبري ويلكنسون

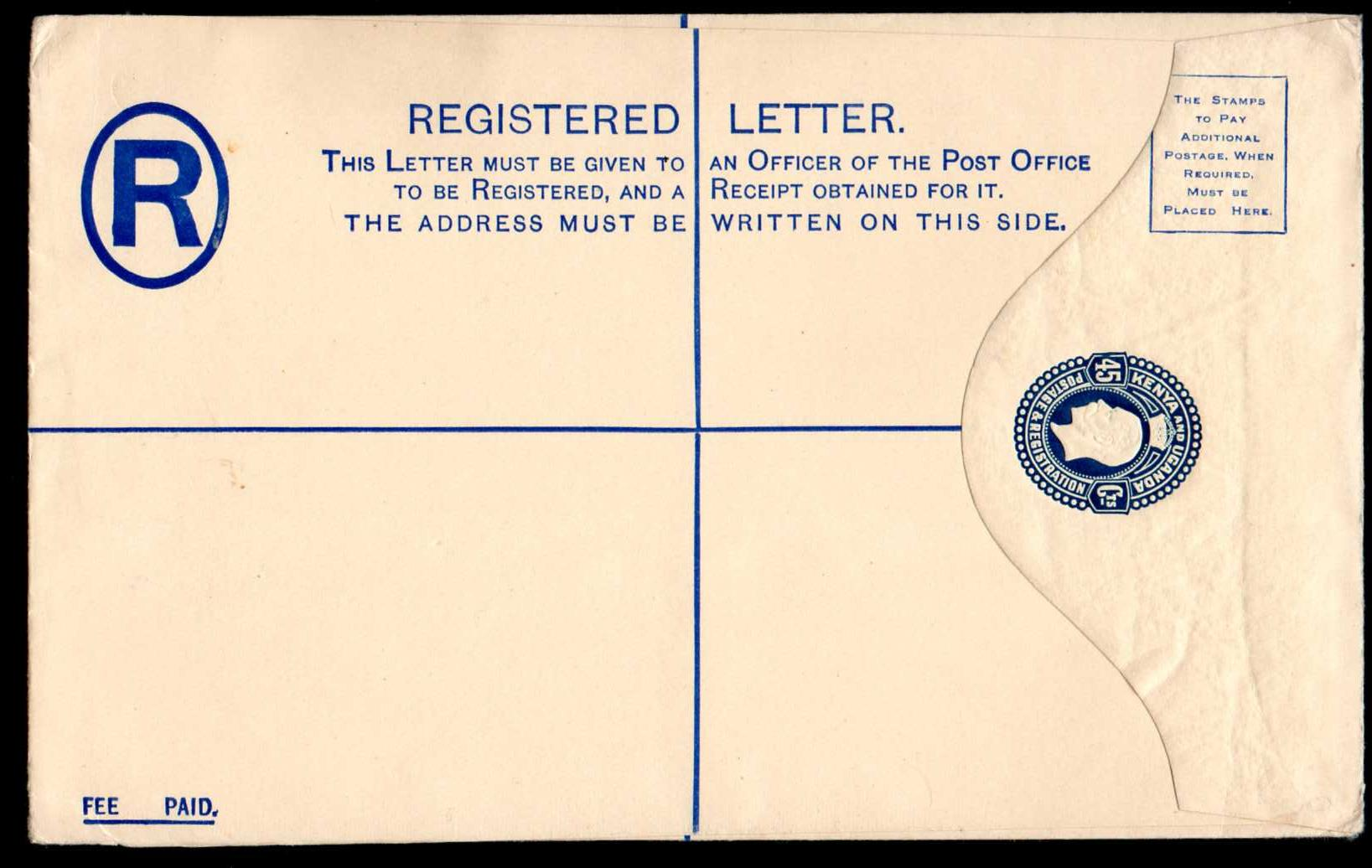
مظروف مختوم مسجل لكينيا وأوغندا من عام 1930.

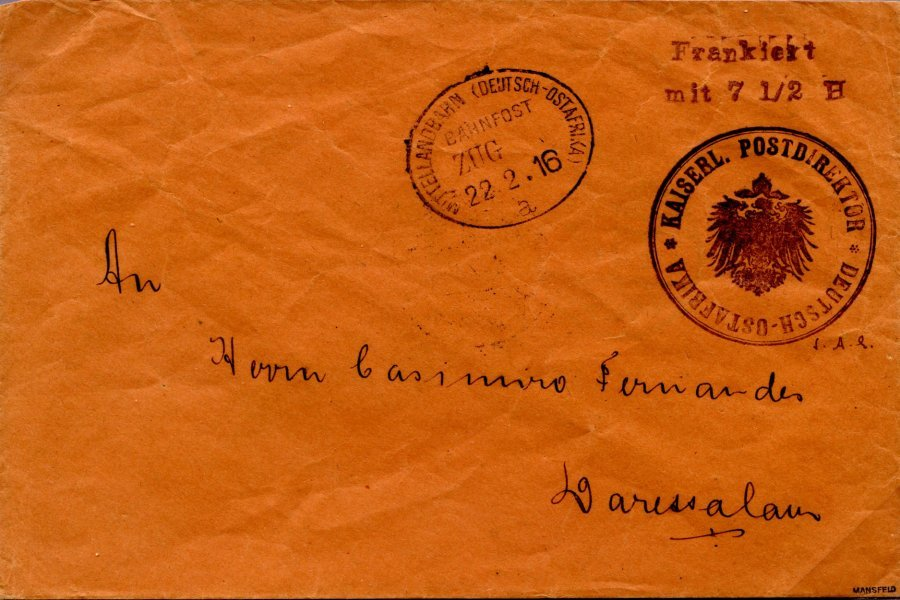